# Уговор о комисиону
Уговор о комисиону је уговор услужне природе. То је врста привредног уговора о услугама на тржишту, који је непосредно условљен развојем тржишта и продајом робе преко трећег лица. Пласирање и продаја производа на различитим подручјима, условила је појаву комисионара, тј. лица, које ће у своје име, а за рачун свог комитента (налогодавца), продавати његову робу или је куповати у своје име, а за његов рачун (за рачун свог комитента). Пракса је наметнула потребу да се закључује уговор o комисиону ради продаје, али и уговор о комисиону ради куповине, мада је први облик знатно чешћи.
Назив овог уговора потиче од латинске речи commissio што значи урадити нешто за другог. Он се закључује између две стране од којих је једна налогодавац (комитент), а друга комисионар.
Уговор о комисиону се базира на поверењу између уговорних страна. То је именовани уговор, двострани и неформалан, јер настаје на основу усменог налога који комитент даје комисионару. Мада је неформалан, у пракси се најчешће закључује у писаном облику ради лакшег доказивања његовог постојања и његове садржине, као и ради сигурности самих страна и заштите њихових интереса. Може бити трајне или једнократне природе.
За време док обавља правне радње комисионар је дужан, ако робу прими, да је чува, одржава, да је по потреби складишти, да обавља радње царињења и сл. Оно што је код уговора о комисиону битно, то је, да комисионар по налогу свога комитента врши правне радње у своје име, а за рачун комитента, због чега долази до настанка три врсте правних односа: прво, између комитента и комисионара, друго, између комисионара и трећег лица и треће, између трећег лица и комитента. Први се назива интерни однос, други се назива екстерни однос, а трећи се назива завршни однос.
Уговор о комисиону настаје пријемом налога. Моменат пријема налога јесте моменат закључења уговора. Ако комисионар не жели да прихвати налог, о томе мора одмах да обавести налогодавца, јер ако га не одбије одмах, уговор се сматра закљученим.
Значај уговора о комисиону је вишеструк. Уговором о комисиону постиже се бржи промет на тржишту и пласирање робе на различитим тржиштима. Њима се врши знатна уштеда у времену обрта робе и новца на тржишту. У служби овог уговора налази се стручно знање комисионара и његов углед на тржишту, што помаже да роба брже стигне до свог купца.

## Битни елементи уговора
Битним елементима уговора о комисиону сматрају се наложени послови који ће комисионар по налогу комитента обављати и накнада (провизија). Налог у себи садржи овлашћења којим се комисионару поверава обављање једног или више послова. О овоме мора постојати сагласност, иначе уговора нема. Комисионару свакако припада накнада (провизија, цена за његову услугу). Провизија се одређује уговором. Исто тако, уговорне стране могу да услове закључење уговора о комисиону у писаном облику.

## Садржина уговора
Иако налог може бити и усмено дат, јер је уговор у комисиону у нашем праву неформалан уговор, у пракси се по правилу закључује у писаном облику. Форма уговора о комисиону најчешће служи као доказано средство, а може се споразумно предвидети и као услов за пуноважност уговора.

### Обавезе комисионара
1. Извршавање налога са пажњом уредног привредника
2. Поступање по налозима комитента
3. Заштита интереса комитента

#### Извршавање налога са пажњом уредног привредника
Као уредни привредник комисионар ће за случај нејасноћа у погледу садржине налога захтевати накнадна објашњења од свог налогодавца, сам ће обавити посао комисионара и неће га поверити другом лицу. Комисионар је дужан да са пажњом бира треће лице са којим ће закључити уговор, водећи притом рачуна о његовој кредитној способности, угледу у свету привредника, ажурности у плаћању и другим значајним чињеницама.

#### Поступање по налозима комитента
Комитент може дати три различите врсте налога, који по својој снази нису једнако обавезујући: императивни (лимитативни), индикативни (демонстративни) и факултативни налог (саветодавни). Императивни налог садржи обичну лимитирану цену, било код продаје било код куповине, а ако комисионар одступи, комитент може одбити да призна такав уговор. Индикативни налог такође обавезује комисионара, с тим што је овлашћен да од његове садржине одступи кад то диктирају услови на тржишту и интереси комитента, уз обавезу да о томе претходно обавести свог комитента. Факултативни налог садржи савете налога комитента од којих комисионар може да одступи у свако доба, али мора поступати као савестан и уредан привредник.

#### Заштита интереса комитента
Кад прими робу од превозиоца, складиштара, шпедитера или другог лица, комисионар мора утврдити стање робе и одмах о томе обавестити комитента, а према наведеним лицима истаћи приговор, ако постоје за то разлози и предузети друге радње ради заштите интереса свог комитента. Ако је неопходна брза продаја због стања у коме се роба налази, комисионар ће бити дужан да то уради, како би избегао наступање веће штете. Робу може осигурати ако је то у интересу комитента. Сфера заштите интереса комитента обухвата и тајност комисионог посла. Она се састоји у неодавању идентитета комитента трећем лицу, а по некима, и у недавању идентитета трећег лица комитенту. У првом случају реч је о професионалној тајни, јер се њоме штити интерес комитента. У другом случају реч је о заштити интереса комисионара, јер би комитент и треће лице могли да ступе у везу и заобиђу у своме пословању комисионара и његово право на провизију.

### Обавезе комитента
1. Плаћање провизије (накнаде)
2. Накнада трошкова
3. Преузимање обавеза од комисионара

#### Плаћање провизије (накнаде)
Цена комисионог посла је провизија. Провизија или накнада се или уговара или је утврђена тарифом комисионара или се утврђује на један од уобичајених начина. На висину накнаде утичу обављени послови и постигнути резултати, али и пословна пракса (уобичајена провизија). Право на накнаду комисионар стиче у тренутку кад је извршио комисиони посао. Међутим, он има право на накнаду и кад комисиони посао није извршио, ако је комитент својим радњама или пропуштањем радњи, онемогућио извршавање комисионог посла.

#### Накнада трошкова
Комитент у принципу не кредитира комисионара нити му даје avans. Он нема право на накнаду режијских трошкова (телефонски позиви, телеграми, путни трошкови и сл.). Али све што је уговорено да ће бити плаћено, обавеза је комитента да то плати. Сви издаци који су били нужни, потребни, корисни и оправдани, падају на рачун комитента. Комитент ће бити дужан да плати трошкове чувања, превоза, царињења, осигурања, увозних такси и сл. Комитент је дужан да плати и одређен износ на име накнаде комисионару за вршење оних посебних услуга које му је захтевао, јер је комисионар уложио посебан труд.

#### Преузимање обавеза од комисионара
По окончању уговора настаје обавеза комитента да преузме све оне обавезе које је комисионар преузео на себе у циљу извршења уговора о комисиону. Комитент преузима обавезе које је комисионар преузео на себе уговором о преузимању дуга, акцептирањем менице или на други начин.

## Посебне врсте уговора о комисиону
1. Уговор о консигнацији
2. Уговор о комисиону са клаузулом star del credere
3. Самостално иступање комисионара

### Уговор о консигнацији
Уговор о консигнацији је комисиони уговор о продаји робе комитента везан за спољнотрговински промет, који има и елементе уговора о ускладиштењу. Комитент који у овом случају добије назив консигнант, шаље своју робу у иностранству на чување и продају другом лицу, комисионару који се у овом случају назива консигнатар, да са своје консигнације, која је обично посебан простор у виду складишта, врши продају његове робе у иностранство.

### Уговор о комисиону са клаузуломstar del credere
Клаузула star del credere чини овај уговор о комисиону посебним. Овом клаузулом комисионар јемчи свом комитенту да ће лице са којим је закључио уговор извршити своје обавезе. Ова клаузула даје већу сигурност комитенту, јер му се испуњење обавеза јемчи, због чега комисионар има право на увећану провизију која је обично двоструко већа од уобичајене.

### Самостално иступање комисионара
Самостално иступање комисионара подразумева да он иступа у својству купца робе свог комитента или у својству продавца свом комитенту. Ако до овакве ситуације дође, тада долази до закључења уговора о продаји, којим се заснива одвојени правни однос, независно од односа који проистиче из уговора о комисиону. То значи комисионар постаје купац робе свог комитента или продавац свом комитенту.